# Das Wunder von Narnia
Das Wunder von Narnia bzw. Die geheimnisvolle Tür oder: Die Gründung von Narnia (engl. Originaltitel The Magician’s Nephew zu deutsch Der Neffe des Magiers) ist ein Roman des Schriftstellers C. S. Lewis und erschien 1955 als Teil der Reihe Die Chroniken von Narnia.
Obwohl als vorletztes geschrieben, bildet das Buch nach Lewis’ Wunsch den Anfang der siebenteiligen Reihe.

## Inhalt
Der kleine Digory lebt im viktorianischen London. Seine Mutter ist schwer krank, deswegen wohnt Digory bei seiner Tante Letty, die ihre Schwester pflegt, und seinem merkwürdigen Onkel Andrew. Bald trifft er das Nachbarsmädchen Polly, deren Eltern sehr streng sind, und die beiden beschließen, die miteinander verbundenen Dachböden der Häuser zu erkunden. Durch Zufall landen sie dabei im Studierzimmer von Digorys Onkel, der im Besitz geheimnisvoller Ringe ist. Er schenkt Polly einen gelben Ring, dessen Berührung sie auf der Stelle verschwinden lässt. Andrew erzählt nun seinem Neffen, was es mit den Ringen auf sich hat: Er erschuf sie aus rätselhaftem Staub, den er im Nachlass einer verstorbenen Verwandten fand. Die gelben Ringe, so glaubt er, bringen denjenigen, der sie berührt, in eine andere Welt. Die grünen bringen die Person wieder zurück zur Erde. Digorys Onkel fehlt allerdings der Mut, dies selbst zu testen, darum bedient er sich feige der beiden Kinder. Er gibt Digory zwei grüne und einen gelben Ring, um Polly zu retten. Die beiden Kinder treffen sich daraufhin an den Teichen im Wald zwischen den Welten wieder. Die Ringe führen demnach nicht nur zu einer anderen Welt, sondern, von diesen Teichen ausgehend, zu vielen anderen: Die gelben Ringe bringen ihren Träger und jeden, der diesen gerade berührt, in den Wald; trägt man die grünen und springt in einen Teich, gelangt man in eine andere Welt. Neugierig geworden, wollen Polly und Digory einige erforschen, bevor sie zurück nach Hause gehen, indem sie in die verschiedenen Teiche springen.
Sie landen zunächst auf Charn, einer sterbenden, schon menschenleeren Welt. In einer großen Halle einer Residenz, in der viele prächtig gekleidete Gestalten früherer Herrscherinnen und Herrscher wie im Tiefschlaf sitzen, findet Digory eine kleine Glocke, versehen mit dem Spruch: „Schlag das Glöckchen, ruf die Gefahr. Oder schlage es nicht, doch dann, fürwahr, wirst du dich bis zum Wahnsinn fragen – was geschehen wäre, hättest Du es geschlagen.“ Um nicht verrückt zu werden, schlägt er die Glocke und erweckt damit die letzte Überlebende, Königin Jadis. Die machtbesessene, grausame Hexe war einst für die Zerstörung ihrer Welt und den Tod aller ihrer Bewohner verantwortlich, da sie, als sie im Begriff war, gestürzt zu werden, einen Todesfluch aussprach, und zwingt jetzt die Kinder, sie in den Wald zwischen den Welten und von dort zur Erde zu bringen.
Als sie dort ankommen, ist Andrew Ketterley vollkommen von Jadis fasziniert, die ihn die ganze Zeit herumkommandiert und die Unterwerfung der Erde plant. Nach einigem Durcheinander schaffen die Kinder es, sie zurück zum Wald zwischen den Welten zu bringen. Ohne es geplant zu haben, sind sie aber diesmal nicht allein unterwegs, sondern zusammen mit Onkel Andrew, einem Kutscher und dessen Pferd. Sie betreten durch einen weiteren Teich eine noch ganz leere Welt. Dort hören sie zunächst das Lied des Löwen Aslan. Aus dem Lied, das er singt, entsteht eine neue Welt – Narnia. Als diese fertig ist, ruft er einige Tiere zu sich und gibt ihnen die Fähigkeit zu sprechen.
Die Hexe Jadis entkommt unterdessen und versteckt sich irgendwo in der neuen Welt. Da Digory die Hexe, und damit das Böse, aufgeweckt und nach Narnia gebracht hat, ist es auch seine Pflicht, das neue Land vor ihr zu schützen. Zusammen mit Polly, die ihm helfen will, macht er sich auf den Weg, einen Apfel von einem speziellen Baum zu pflücken, der, wenn er eingepflanzt ist, Narnia vor dem Bösen schützen kann. Selbst essen darf er ihn keinesfalls.
Am Apfelbaum treffen sie Jadis, die von dem verbotenen Obst gegessen hat und versucht, Digory dazu zu verführen, den Apfel zu stehlen und zu seiner Mutter zu bringen, um sie zu heilen. Digory widersteht der Versuchung und bringt den Apfel zu Aslan, der Digory erlaubt, den Apfel einzupflanzen. In kürzester Zeit wächst ein neuer Baum. Der Löwe schenkt Digory einen Apfel dieses Baumes für seine Mutter und erklärt ihm, dass ein gestohlener Apfel ihr nur scheinbar geholfen hätte, während der geschenkte sie wirklich heilen kann.
Wieder zu Hause bewahrheitet sich Aslans Wort, und Digorys Mutter wird wieder gesund. Der Kutscher bleibt in Narnia zurück, so dass dort fortan auch Menschen leben. Digory vergräbt die Ringe und pflanzt das Gehäuse des Apfels ein, daraus wächst rasch ein großer Apfelbaum. Nachdem dieser viel später durch einen Sturm entwurzelt worden ist, lässt er einen Schrank daraus bauen. 
Doch nicht er erfährt die Magie des Schrankes zuerst, sondern die vier Kinder Peter, Susan, Edmund und Lucy (siehe Der König von Narnia und Prinz Kaspian von Narnia), welche die Jahre des Zweiten Weltkriegs bei ihm auf dem Land verbringen. Zeitgleich wurde auch der Baum in Narnia entwurzelt. Ohne diesen Schutz kann Narnia wieder vom Bösen angegriffen werden (siehe Der König von Narnia).

## Christliche Bezüge
In allen Narnia-Romanen finden sich poetisch verfremdete Bezüge zur christlichen Heilsgeschichte, von der Schöpfung über Sündenfall, Opfertod und Auferstehung bis zur Apokalypse. Dies gilt auch für Das Wunder von Narnia, das Motive der Genesis aufgreift. So wird die Welt Narnia von Aslan erschaffen: Der göttliche Löwe singt, und die Welt Narnia entsteht aus dem Dunkel. Erst erscheint das Licht, dann Pflanzen und Tiere, in der gleichen Reihenfolge wie bei der Schöpfung in der Bibel. Dort jedoch spricht Gott, der Herr, etwas und es wird oder geschieht, im Buch singt der Löwe. Auch der „Sündenfall“ wird angedeutet; wie in der Bibel hat es mit dem verbotenen Entfernen einer Frucht zu tun. Auffällig ist auch, dass Aslan die Kinder immer als „Tochter Evas“ und „Sohn Adams“ anspricht. In den chronologisch folgenden Bänden werden die Menschenkinder auch von den Bewohnern Narnias wiederholt so genannt.

## Rezensionen
- Zusammenfassung der Handlung
- Das Wunder von Narnia – The Magician’s Nephew Das Staunen über die Schöpfung